# Collegio di Aberdeen South
Aberdeen South è un collegio elettorale scozzese della Camera dei comuni del Parlamento del Regno Unito. Elegge un membro del Parlamento con il sistema maggioritario a turno unico. Il rappresentante del collegio, dal 2019, è il nazionalista scozzese Stephen Flynn.
Il collegio fu utilizzato per la prima volta alle elezioni generali del 1885, ma da allora è stato sottoposto a diverse modifiche. Esisteva anche un collegio denominato Aberdeen South al parlamento Scozzese creato nel 1999, con i confini coincidenti al collegio di Westminster dell'epoca. Nel 2011 il collegio di Aberdeen South al Parlamento scozzese fu abolito e sostituito da quello di Aberdeen South and North Kincardine.

## Estensione

### Attuale
A seguito della revisione dei collegi condotta nel 2023, il collegio di Aberdeen North è stato modificato per essere sottoposto ad elezione per la prima volta nel 2024:
- i ward del consiglio comunale di Aberdeen di George St/Harbour, Lower Deeside, Hazlehead/Queens Cross/Countesswells, Airyhall/Broomhill/Garthdee, Torry/Ferryhill, Kincorth/Nigg/Cove;
- parte del ward del consiglio comunale di Aberdeen di Midstocket/Rosemount[1]

### Storico

#### Dal 1885 al 1918
Dal 1832 al 1885 vi fu un unico collegio di Aberdeen; prima del 1832 il burgh di Aberdeen era stato rappresentato come parte del seggio Aberdeen Burghs constituency.
Quando fu creata Aberdeen South con il Redistribution of Seats Act 1885, venne utilizzata per la prima volta alle elezioni del 1885, così come Aberdeen North. Aberdeen South allora consisteva dei ward municipali di St Nicholas, Rosemount, Rubislaw e Ferryhill, oltre al nono distretto parlamentare. Il resto della contea di Aberdeen era compreso nei collegi di Eastern Aberdeenshire e Western Aberdeenshire.
Gli stessi confini vennero usati alle elezioni del 1886, 1892, 1895, 1900, 1906, gennaio 1910 e dicembre 1910.

#### Dal 1918 al 1950
Nel 1918 i confini vennero ridisegnati per effetto del Representation of the People Act 1918. Era stata creata la City of Aberdeen; Aberdeen North e Aberdeen South divennero i due collegi che coprivano la city, ed erano interamente compresi in essa. I nuovi confini vennero utilizzati per la prima volta alle elezioni del 1918, e Aberdeen South consisteva dei ward di Ferryhill, Rosemount, Rubislaw, Ruthrieston e St Nicholas. La contea di Aberdeen comprendeva Aberdeen and Kincardine East, Central Aberdeenshire e Kincardine and West Aberdeenshire. East Aberdeenshire e West Aberdeenshire erano interamente compresi nella contea di Aberdeen. Kincardine and West Aberdeenshire si estedeva nel Kincardineshire (a meno del burgh di Inverbervie, che era compreso in Montrose Burghs) e parte della contea di Aberdeen.
Gli stessi confini vennero utilizzati alle elezioni generali del 1922, 1923, 1924, 1929, 1931, 1935 e 1945.

#### Dal 1950 al 1955
Per le elezioni generali nel Regno Unito del 1950 i confini furono nuovamente modificati con il House of Commons (Redistribution of Seats) Act 1949. Aberdeen South rimase definita da una nuova serie di ward: Ferryhill, Holburn, Rosemount, Rubislaw, Ruthrieston e Torry, ma la città di Aberdeen rimase divisa in due collegi, Aberdeen South e Aberdeen North, entrambi interamente contenuti nella città.
La contea di Aberdeen fu ora nuovamente divisa tra East Aberdeenshire e West Aberdeenshire, entrambi interamente contenuti nella contea.
Gli stessi confini valsero anche per le elezioni generali del 1951.

#### Dal 1955 al 1983
Al momento delle elezioni del 1955, una nuova revisione dei confini prese in considerazione un piccolo allargamento dell'area cittadina. Tuttavia, la stessa lista di ward (Ferryhill, Holburn, Rosemount, Rubislaw, Ruthrieston e Torry) continuò a definire Aberdeen South, e gli stessi confini furono utilizzati per le elezioni del 1959, del 1964, del 1966, del 1970, del febbraio 1974 e di ottobre 1974.
Nel 1975 in Scozia, con il Local Government (Scotland) Act 1973, le contee vennero abolite e la città di Aberdeen fu allargata per includere aree che prima erano state nell'Aberdeenshire e nel Kincardineshire. Inoltre, la città divenne un distretto compreso nella regione dei Grampiani. La città allargata includeva aree comprese nei collegi di West Aberdeenshire e North Angus and Mearns. Quest'ultimo era stato creato nel 1950 per includere la contea di Kincardine e parte della contea di Angus.
Le elezioni generali nel Regno Unito del 1979 si tennero prima che una revisione dei confini dei collegi potesse tener conto dei nuovi confini dei governi locali.

#### Dal 1983 al 1997
Per le elezioni de 1983 i ward elettorali utilizzati per comporre il collegio di Aberdeen South furono Rosemount, Rubislaw, St Clements, St Nicholas, Hazelhead, Holburn, Ferryhill, Torry, Nigg.
Le elezioni generali del 1983, del 1987 e del 1992 si svolsero con questa composizione; alle elezioni del 1992 Aberdeen South fu l'unico seggio conquistato dai laburisti nel 1987 ad essere riconquistato dai conservatori.
Nel 1996, secondo il Local Government etc (Scotland) Act 1994, furono aboliti le regioni e i distretti di governo locale, e la città divenne una delle 32 suddivisioni della Scozia. Inoltre il nome della città divenne ufficialmente Aberdeen City.

#### Dal 1997 al 2005
Come stabilito per le elezioni generali del 1997 Aberdeen South fu uno dei tre collegi che coprivano l'area di Aberdeen City ed erano interamente compresi in essa; gli altri due erano Aberdeen North e Aberdeen Central. Aberdeen South confinava con entrambi questi collegi.
Gli stessi confini valsero anche per le elezioni generali del 2001.

#### Dal 2005 al 2024
Come stabilito dalla Quinta Edizione della Boundary Commission for Scotland, e successivamente utilizzato per la prima volta alle elezioni generali del 2005, Aberdeen South era interamente contenuta nell'area del consiglio della città di Aberdeen, ed era uno dei cinque collegi che coprivano l'Aberdeenshire.
A sud e ovest di Aberdeen South si trovava West Aberdeenshire and Kincardine, all'interno dell'Aberdeenshire. A nord vi era Aberdeen North che, come Aberdeen South, era contenuto nella città di Aberdeen. Più a nord si trovava Gordon, che copriva parte della città di Aberdeen e parte dell'Aberdeenshire. A nord di Gordon c'era Banff and Buchan che, come West Aberdeenshire and Kincardine, era interamente compreso nell'Aberdeenshire.

## Membri del parlamento
| Elezione | Elezione                | Deputato                  | Partito      |
| -------- | ----------------------- | ------------------------- | ------------ |
|          | 1885                    | James Bryce               | Liberale     |
| 1907 (S) | George Birnie Esslemont |                           | Liberale     |
| 1917 (S) | John Fleming            |                           | Liberale     |
|          | 1918                    | Frederick Charles Thomson | Unionista    |
| 1935     | Douglas Thomson         |                           | Unionista    |
| 1946 (S) | Priscilla Buchan        |                           | Unionista    |
|          | 1966                    | Donald Dewar              | Laburista    |
|          | 1970                    | Iain Sproat               | Conservatore |
| 1983     | Gerry Malone            |                           | Conservatore |
|          | 1987                    | Frank Doran               | Laburista    |
|          | 1992                    | Raymond Robertson         | Conservatore |
|          | 1997                    | Anne Begg                 | Laburista    |
|          | 2015                    | Callum McCaig             | SNP          |
|          | 2017                    | Ross Thomson              | Conservatore |
|          | 2019                    | Stephen Flynn             | SNP          |

## Risultati elettorali

### Elezioni negli anni 2020
| Partito                    | Partito                          | Candidato                  | Risultati 4 luglio 2024 | Risultati 4 luglio 2024 |
| Partito                    | Partito                          | Candidato                  | Voti                    | %                       |
| -------------------------- | -------------------------------- | -------------------------- | ----------------------- | ----------------------- |
|                            | SNP                              | Stephen Flynn              | 15 213                  | 32,83                   |
|                            | Laburista                        | Tauqeer Malik              | 11 455                  | 24,72                   |
|                            | Conservatore                     | John Wheeler               | 11 300                  | 24,38                   |
|                            | Reform UK                        | Michael Pearce             | 3 199                   | 6,90                    |
|                            | Lib Dem                          | Jeff Goodhall              | 2 921                   | 6,30                    |
|                            | Verdi                            | Guy Ingerson               | 1 609                   | 3,47                    |
|                            | Famiglie Scozzesi                | Graeme Craib               | 423                     | 0,91                    |
|                            | Indipendente                     | Sophie Molly               | 225                     | 0,49                    |
|                            |                                  |                            |                         |                         |
| Iscritti                   | Iscritti                         | Iscritti                   | 77 328                  | 100,00                  |
| ↳ Votanti (% su iscritti)  | ↳ Votanti (% su iscritti)        | ↳ Votanti (% su iscritti)  | 46 345                  | 59,93                   |
| ↳ Astenuti (% su iscritti) | ↳ Astenuti (% su iscritti)       | ↳ Astenuti (% su iscritti) | 30 983                  | 40,07                   |
|                            |                                  |                            |                         |                         |
|                            | Esito: collegio confermato a SNP |                            |                         |                         |

### Elezioni negli anni 2010
| Partito                    | Partito                                     | Candidato                  | Risultati 12 dicembre 2019 | Risultati 12 dicembre 2019 |
| Partito                    | Partito                                     | Candidato                  | Voti                       | %                          |
| -------------------------- | ------------------------------------------- | -------------------------- | -------------------------- | -------------------------- |
|                            | SNP                                         | Stephen Flynn              | 20 388                     | 44,67                      |
|                            | Conservatore                                | Douglas Lumsden            | 16 398                     | 35,93                      |
|                            | Lib Dem                                     | Ian Yuill                  | 5 018                      | 11,00                      |
|                            | Laburista                                   | Shona Simpson              | 3 834                      | 8,40                       |
|                            |                                             |                            |                            |                            |
| Iscritti                   | Iscritti                                    | Iscritti                   | 65 719                     | 100,00                     |
| ↳ Votanti (% su iscritti)  | ↳ Votanti (% su iscritti)                   | ↳ Votanti (% su iscritti)  | 45 638                     | 69,44                      |
| ↳ Astenuti (% su iscritti) | ↳ Astenuti (% su iscritti)                  | ↳ Astenuti (% su iscritti) | 20 081                     | 30,56                      |
|                            |                                             |                            |                            |                            |
|                            | Esito: collegio passa da Conservatore a SNP |                            |                            |                            |

| Partito                    | Partito                                     | Candidato                  | Risultati 8 giugno 2017 | Risultati 8 giugno 2017 |
| Partito                    | Partito                                     | Candidato                  | Voti                    | %                       |
| -------------------------- | ------------------------------------------- | -------------------------- | ----------------------- | ----------------------- |
|                            | Conservatore                                | Ross Thomson               | 18 746                  | 42,14                   |
|                            | SNP                                         | Callum McCaig              | 13 994                  | 31,46                   |
|                            | Laburista                                   | Callum O'Dwyer             | 9 143                   | 20,55                   |
|                            | Lib Dem                                     | Jenny Wilson               | 2 600                   | 5,84                    |
|                            |                                             |                            |                         |                         |
| Iscritti                   | Iscritti                                    | Iscritti                   | 64 950                  | 100,00                  |
| ↳ Votanti (% su iscritti)  | ↳ Votanti (% su iscritti)                   | ↳ Votanti (% su iscritti)  | 44 556                  | 68,60                   |
| ↳ Astenuti (% su iscritti) | ↳ Astenuti (% su iscritti)                  | ↳ Astenuti (% su iscritti) | 20 394                  | 31,40                   |
|                            |                                             |                            |                         |                         |
|                            | Esito: collegio passa da SNP a Conservatore |                            |                         |                         |

| Partito                    | Partito                                  | Candidato                  | Risultati 7 maggio 2015 | Risultati 7 maggio 2015 |
| Partito                    | Partito                                  | Candidato                  | Voti                    | %                       |
| -------------------------- | ---------------------------------------- | -------------------------- | ----------------------- | ----------------------- |
|                            | SNP                                      | Callum McCaig              | 20 221                  | 41,65                   |
|                            | Laburista                                | Anne Begg                  | 12 991                  | 26,76                   |
|                            | Conservatore                             | Ross Thomsonr              | 11 087                  | 22,84                   |
|                            | Lib Dem                                  | Denis Rixon                | 2 252                   | 4,64                    |
|                            | Verdi                                    | Dan Yeats                  | 964                     | 1,99                    |
|                            | UKIP                                     | Sandra Skinner             | 897                     | 1,85                    |
|                            | Indipendente                             | Christopher Gray           | 139                     | 0,29                    |
|                            |                                          |                            |                         |                         |
| Iscritti                   | Iscritti                                 | Iscritti                   | 68 093                  | 100,00                  |
| ↳ Votanti (% su iscritti)  | ↳ Votanti (% su iscritti)                | ↳ Votanti (% su iscritti)  | 48 551                  | 71,30                   |
| ↳ Astenuti (% su iscritti) | ↳ Astenuti (% su iscritti)               | ↳ Astenuti (% su iscritti) | 19 542                  | 28,70                   |
|                            |                                          |                            |                         |                         |
|                            | Esito: collegio passa da Laburista a SNP |                            |                         |                         |

| Partito                    | Partito                                | Candidato                  | Risultati 6 maggio 2010 | Risultati 6 maggio 2010 |
| Partito                    | Partito                                | Candidato                  | Voti                    | %                       |
| -------------------------- | -------------------------------------- | -------------------------- | ----------------------- | ----------------------- |
|                            | Laburista                              | Anne Begg                  | 15 722                  | 36,53                   |
|                            | Lib Dem                                | John Sleigh                | 12 216                  | 28,39                   |
|                            | Conservatore                           | Amanda Harvie              | 8 914                   | 20,71                   |
|                            | SNP                                    | Mark McDonald              | 5 102                   | 11,86                   |
|                            | BNP                                    | Susan Ross                 | 529                     | 1,23                    |
|                            | Verdi                                  | Rhonda Reekie              | 413                     | 0,96                    |
|                            | SACL                                   | Robert Green               | 138                     | 0,32                    |
|                            |                                        |                            |                         |                         |
| Iscritti                   | Iscritti                               | Iscritti                   | 64 038                  | 100,00                  |
| ↳ Votanti (% su iscritti)  | ↳ Votanti (% su iscritti)              | ↳ Votanti (% su iscritti)  | 43 034                  | 67,20                   |
| ↳ Astenuti (% su iscritti) | ↳ Astenuti (% su iscritti)             | ↳ Astenuti (% su iscritti) | 21 004                  | 32,80                   |
|                            |                                        |                            |                         |                         |
|                            | Esito: collegio confermato a Laburista |                            |                         |                         |

### Elezioni negli anni 2000
| Partito                    | Partito                                | Candidato                  | Risultati 5 maggio 2005 | Risultati 5 maggio 2005 |
| Partito                    | Partito                                | Candidato                  | Voti                    | %                       |
| -------------------------- | -------------------------------------- | -------------------------- | ----------------------- | ----------------------- |
|                            | Laburista                              | Anne Begg                  | 15 272                  | 36,69                   |
|                            | Lib Dem                                | Vicki Harris               | 13 924                  | 33,45                   |
|                            | Conservatore                           | Stewart Whyte              | 7 134                   | 17,14                   |
|                            | SNP                                    | Maureen Watt               | 4 120                   | 9,90                    |
|                            | Verdi                                  | Rhonda Reekie              | 768                     | 1,85                    |
|                            | Socialista                             | Donald Munro               | 403                     | 0,97                    |
|                            |                                        |                            |                         |                         |
| Iscritti                   | Iscritti                               | Iscritti                   | 67 022                  | 100,00                  |
| ↳ Votanti (% su iscritti)  | ↳ Votanti (% su iscritti)              | ↳ Votanti (% su iscritti)  | 41 621                  | 62,10                   |
| ↳ Astenuti (% su iscritti) | ↳ Astenuti (% su iscritti)             | ↳ Astenuti (% su iscritti) | 25 401                  | 37,90                   |
|                            |                                        |                            |                         |                         |
|                            | Esito: collegio confermato a Laburista |                            |                         |                         |

| Partito                    | Partito                                | Candidato                  | Risultati 7 giugno 2001 | Risultati 7 giugno 2001 |
| Partito                    | Partito                                | Candidato                  | Voti                    | %                       |
| -------------------------- | -------------------------------------- | -------------------------- | ----------------------- | ----------------------- |
|                            | Laburista                              | Anne Begg                  | 14 696                  | 39,84                   |
|                            | Lib Dem                                | Ian Yuill                  | 10 308                  | 27,94                   |
|                            | Conservatore                           | Moray Macdonald            | 7 098                   | 19,24                   |
|                            | SNP                                    | Ian Angus                  | 4 293                   | 11,64                   |
|                            | Socialista                             | David Watt                 | 495                     | 1,34                    |
|                            |                                        |                            |                         |                         |
| Iscritti                   | Iscritti                               | Iscritti                   | 59 024                  | 100,00                  |
| ↳ Votanti (% su iscritti)  | ↳ Votanti (% su iscritti)              | ↳ Votanti (% su iscritti)  | 36 890                  | 62,50                   |
| ↳ Astenuti (% su iscritti) | ↳ Astenuti (% su iscritti)             | ↳ Astenuti (% su iscritti) | 22 134                  | 37,50                   |
|                            |                                        |                            |                         |                         |
|                            | Esito: collegio confermato a Laburista |                            |                         |                         |

## Risultati dei referendum

### Referendum sulla permanenza del Regno Unito nell'Unione europea del 2016
|        | Collegio       | Lasciare UE % | Rimanere in UE % |
| ------ | -------------- | ------------- | ---------------- |
|        | Aberdeen South | 32,3%         | 67,7%            |
| Scozia | 38,0%          | 62,0%         |                  |
|        | Regno Unito    | 51,9%         | 48,1%            |